# حسگر موقعیت میل‌لنگ

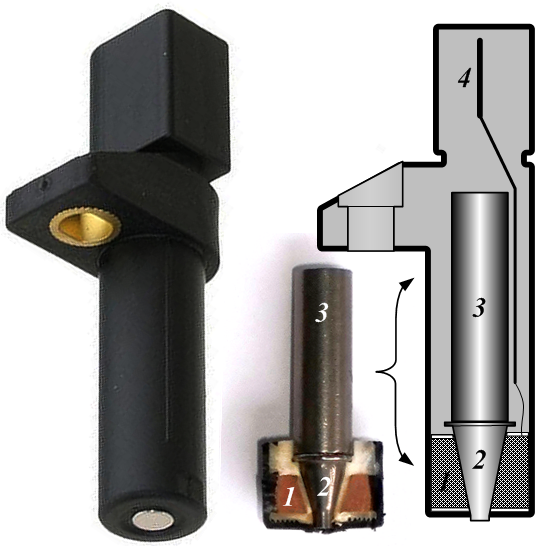
یک حسگر موقعیت میل لنگ

حسگر موقعیت میل‌لنگ (به انگلیسی: Crankshaft position sensor) یک قطعه الکتریکی نسبتاً مدرن در موتورهای درون‌سوز است که داده‌های موقعیت مکانی پیستون و سرعت دورانی میل لنگ را بدست می‌آورد.
این داده‌ها به قسمتی به نام واحد فرمان موتور منتقل شده و موتور از آنها برای مدیریت زمان در سامانه جرقه زنی و دیگر فرایندها استفاده می‌کند.
در نسل قبلی خودروها قبل از اینکه حسگر موقعیت الکتریکی مورد استفاده قرار گیرد، دلکو وظیفه تنظیم زمان جرقه زنی را در موتور بر عهده داشت.